# Distretto di Qazyǧūrt
Il distretto di Qazyǧūrt (in kazako: Қазығұрт ауданы) è un distretto (audan) del Kazakistan con  capoluogo Qazyǧūrt.